# 長澤メイ
長澤 メイ（ながさわ めい、1990年12月8日 - ）は、日本のモデル、タレント。愛知県名古屋市出身
。血液型はO型。愛称は、メイちゃん。アソビシステム株式会社に所属。

## 略歴
高校卒業後に地元の名古屋でサロンモデルとしてスカウトされたのをきっかけにモデル活動を開始。
日本最大級のサロンモデルアワード「TOKYO BLEND×SMAJ2014」にて優勝を機に上京。ファッションからビューティーまで、広告、CM、雑誌やSNSなど、ジャンルやメディアの垣根を超えて活動する。
"メイちゃん"愛称で男女問わず多くの人に愛されるキャラクター。セルフプロデュース力の高さも定評で、SNSを中心に若い世代の支持を多く集めている。2015年には、自身初のスタイルブックとなる『長澤メイMY CLOTHES,MY STYLE』（マガジンハウス）を出版。

## 人物
- 趣味はフィルムカメラ、神社仏閣巡り、陶芸、料理、古着屋巡り。
- 好きな食べ物はマグロ、ふぐ、焼肉、ハンバーグ、ご飯味噌汁漬物セット、とろろ。料理が得意で[5]、日々の手料理をInstagramで公開している[6]。
- 資格はネイル検定1級を所有。
- 学生時代の部活は、小学校「ソフトボール部」、中学校「テニス部」、高校「バトン部」に所属していた。
- ファッションに目覚めたきっかけは、母親がアパレル業であったため、幼少期より影響を受けた。

## 出演

### テレビ
- 「名美女！」東海テレビ（2010年10月～2011年9月）
- 「さんま&岡村祭り オトコってバカねSP」日本テレビ（2014年9月29日22:00～）[7]
- 「インスタ女子部」テレビ愛知（2015年12月23日）
- 「BLOG ON AIR #25」Ameba FRESH!（2016年2月15日）
- 「インスタ女子部」テレビ愛知 （2016年3月31日）
- 「アソビじゃねんだよTV」AbemaTV（毎週準レギュラー2016年5月9日～2016年7月25日）

### イメージモデル
- SPINNS
- YOUJI YAMAMOTO Ground Y　渋谷PARCO
- ROXY
- ユニクロ
- Loretta DEVIL
- 靴下屋
- GU
- AMERICAN EAGLE
- SON OF THE CHEESE
- Corona
- MILKFED
- ravi.me[8]

### MV
- SCANDAL/sisters（2015年）『Sisters』‐Music Video/SCANDAL - YouTube
- RADIO FISH「PERFECT HUMAN」（2016年）「PERFECT HUMAN」/ RADIO FISH - YouTube
- 레트로밤(Retro Bomb) - 우리는「우리는」/레트로밤(Retro Bomb) - YouTube

### イベント・ショー
- 東京ガールズコレクション
- アメリカンイーグル
- 5iVESTAR
- HARAJUKU KAWAii!! WEEK
- MOSHI MOSHI NIPPON Festival2015 inTOKYO
- YABA COLLECTION
- SENSORS SHIBUYA FASHIONCODE WEEK
- CBCラジオまつり2015
- ナディアパークSummer Fes2016
- GIRLS TUNE FES 2016 BY LOWRYS FARM NAGOYA
- MOSHI MOSHI NIPPON Festival2016 inTOKYO
- Fashion Night Out TOKYO 2016

### CM
- 麺屋はなび（2017年 - ）

### WEB
- drop tokyo
- HARAJUKU KAWAii!! STYLE
- 愛知県のPRmovie「モノスゴ愛知でマツケン 」
- Anotheredition ECモデル
- RAY CASSIN　ECモデル
- LOWRYS FARM ECモデル

### 書籍
- 「MY CLOTHES, MY STYLE」（マガジンハウス）[4]

### 雑誌
- ViVi（講談社）
- non-no（集英社）
- NYLON（カエルム）
- SEDA（風讃社）
- Soup.（MOTV）
- mina（主婦の友社）
- JILLE（双葉社）
- ar（主婦と生活社）
- HAIR MODE（女性モード社 JOSEI MODE）
- snipstyle（コワフュール・ド・パリ・ジャポン）
- ocappa（髪書房）
- MYベストヘア（宝島社）
- KELLY（株式会社GAIN）
- NAGOYA GIRL（流行発信）
- an・an（マガジンハウス）
- おでかけ瀬戸2カバーモデル（流行発信MOOK）
- おでかけ春日井カバーモデル（流行発信MOOK）

その他サロンモデル・ショーモデル